# Francja średniowieczna
Francja średniowieczna – okres w historii Francji trwający od ostatecznego rozpadu państwa Franków (traktat w Meerssen – 870, śmierć Karola Grubego – 888) do zakończenia wojny stuletniej (1453) i śmierci Ludwika XI (1483).

## Dzieje polityczne
Dzieje polityczne tego okresu można podzielić na dwie części. Okres pierwszy trwający do roku 1328, zwyczajowo przyjmowanego za początek wojny stuletniej, jest to czas odbudowy znaczenia władzy królewskiej, a także związanego z nim ściśle konfliktu francusko-angielskiego. Oba te procesy zostały zakończone sukcesem za sprawą Filipa II Augusta i jego syna Ludwika VIII Lwa, którym udało się złamać potęgę Plantagenetów i znacznie poszerzyć domenę królewską. Zwieńczenie ich dzieła dokonał Ludwik Święty zawierając z królem Anglii Henrykiem traktat w Paryżu (1259), kończący pierwszy okres rywalizacji francusko-angielskiej i pieczętujący dominację króla nad całym królestwem.
Drugi okres rozpoczyna się wraz ze śmiercią Karola IV w 1328, data ta zwyczajowo uważana jest za początek kryzysu królestwa. Połączenie globalnego kryzysu gospodarczego XIV wieku, plagę czarnej śmierci i wybuchu niszczącego i długotrwałego konfliktu z Anglią doprowadziło do załamania postaw królestwa, przetrzebienia ludności i wtórnej feudalizacji – ponownego odrodzenia się księstw terytorialnych. Dopiero panowanie Karola VII i Ludwika XI doprowadziło do stopniowego zażegnania wszystkich przeciwności i budowy nowożytnego państwa.

### Walki o tron między Robertynami a Karolingami (888-987)

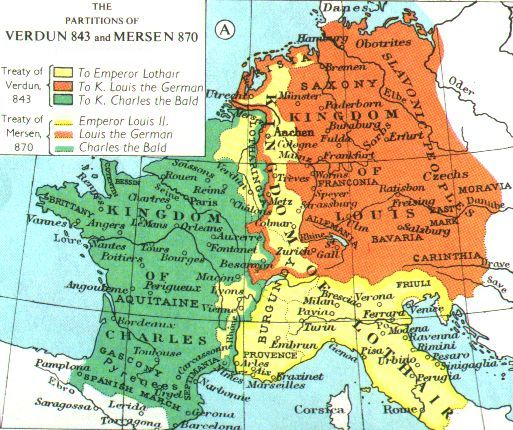
Państwa frankijskie po układach w Verdun i Meerssen

Na tronie królewskim Franków Zachodnich, po śmierci Karlomana w roku 884 oraz w obliczu małoletności jego bratanka, z woli arystokracji zasiadł przedstawiciel niemieckiej gałęzi rodu Karolingów Karol Gruby, który w swoim ręku zgromadził wszystkie ziemie wchodzące niegdyś w skład państwa Karola Wielkiego, a także przywdział koronę cesarską (881). Jego rządy nie trwały jednak długo, gdyż okazał się on władcą nieudolnym i brutalnym, wobec czego możni frankijscy doprowadzili do jego detronizacji w 887. Sam Karol zmarł na początku następnego roku, a jego państwo rozpadło się, gdyż w jego poszczególnych częściach wybrano różnych władców.
Od początku IX Europa Zachodnia, stała się ofiarą wojowników skandynawskich zwanych wikingami. Po ok. 830 roku problem ten zaczął dotyczyć także Francji. Celem wikingów były głównie bogactwa zgromadzone w katedrach i opactwach, także głównie one stawały się celem ich wypraw. Jednakże grabieże wikingów dotykały także inne grupy ludności, co wraz z bezsilnością władzy zwierzchniej w powstrzymywaniu najeźdźców (jedynym skutecznym sposobem jaki znajdywali przeciw nim Karolingowie było wykupywanie się złotem) doprowadziło do powstania niechętnych nastrojów wobec panującej dynastii.
Także we Francji, pomijając prawa bratanka Karlomana Karola, zwanego „Prostakiem”, wybrano na króla Odona, który pełnił wcześniej rolę namiestnika na terenie Francji z ramienia Karola Grubego oraz wsławił się w walkach z wikingami. Był on reprezentantem rodu Robertynów, który wziął nazwę od ojca Odona Roberta Mocnego. Robertynowie byli jednym z najpotężniejszych rodów na północ od Loary, nosili tytuł margrabiów Neustrii, a ich dobra położone były wokół Paryża i Orleanu.
Po śmierci Odona (898) tron francuski ponownie powrócił do Karolingów w osobie Karola Prostaka, na wyraźne życzenie tego pierwszego skierowane do możnych, w zamian za co Robertynowie zostali uhonorowani tytułem „książąt Franków” (łac. Dux Francorum). Karol jednak okazał się w ocenie arystokracji niegodny swego urzędu, wobec czego ci obalili go, a w jego miejsce powołali na tron Roberta, brata Odona. Po jego rychłej śmierci w walce z Prostakiem na tron powołano jego zięcia – Rudolfa, księcia Burgundii, gdyż syn Roberta Hugo, jak się wydaje, odmówił przyjęcia tronu, zadowalając się pozycją najpotężniejszego możnowładcy. Śmierć Rudolfa (936) zakończyła okres panowania Robertynów, a tron ponownie znalazł się w ręku Karolingów. Pierwszym z nich był Ludwik IV Zamorski (936–954), a po nim panowali jego syn Lotar I (954–986) oraz wnuk Ludwik V Gnuśny (986–987).
Oprócz najazdów Normanów w tym okresie Francję nękały także najazdy muzułmańskich piratów oraz watah madziarskich. Ataki pirackie dotykały głównie wybrzeża Morza Śródziemnego, nie ograniczały się one jednak do sezonowych napadów na porty i okręty. Piraci często zapuszczali się w głąb lądu i zakładali fortece w górzystych terenach nadmorskich, by móc nękać miasta francuskie także od lądu. Natomiast ataki Madziarów dotykały głównie tereny zachodnie, szczególnie dotkliwie z ich powodu ucierpiała Burgundia, najeżdżana trzykrotnie w l. 930, 951 i 954.
Ogólne zagrożenie i poczucie niepewności przyspieszało rozwój procesów feudalizacyjnych. Bezbronne chłopstwo szukało opieki wśród możnych, zarówno świeckich, jak i duchownych, oddawało im swoją ziemię, by otrzymać ją wkrótce w postaci lenna. Transakcja ta równała się zawarciu swoistego kontraktu, który w zamian za uprawę pańskiej ziemi, gwarantował chłopu bezpieczeństwo. Z biegiem czasu pan feudalny otrzymywał całość władzy nad chłopem, łącznie z pełnią władzy sądowniczej. Brak silnej władzy centralnej nie tylko doprowadził do pogorszenia sytuacji chłopów, lecz także do stopniowego uzależniania się poszczególnych okręgów. Ustanowiony przez Karola Wielkiego urząd hrabiów tracił swe ściśle administracyjne konotacje i stawał się z wolna arystokratycznym tytułem, dziedzicznym i w praktyce niezbywalnym, z którym wiązała się pełnia władzy nad okręgiem.
W tych warunkach wykształcił się system lenny, czyli rodzaj organizacji społeczeństwa oparty na posiadaniu ziemi i zależności osobistej. Z pewnymi zastrzeżeniami można powiedzieć, że system lenny był pewną odmianą systemu klientalnego, stanowiącą jego bardziej honorową formę, nie uwłaczającą godności osobistej obu stron. Kluczowym pojęciem dla zrozumienia systemu lennego, jest pojęcie hołdu lennego, zwanego inaczej komendacją, czyli oddanie się wasala w opiekę seniorowi. Na mocy tego układu senior zobowiązywał się roztoczyć opiekę nad wasalem, do czego zaliczało się także zapewnienie mu utrzymania, co w warunkach wczesnośredniowiecznych oznaczało nadanie wasalowi ziemi (tzw. beneficjum). Od tej pory ziemia ta była jakoby gwarantem umowy lennej, jej zerwanie wiązało się z utratą dóbr lennych (tym różniły się właśnie od ziem alodialnych nadawanych na zasadach pełnej własności i swobody dysponowania). W zamian za opiekę wasal zobowiązywał się świadczyć seniorowi służyć „radą i pomocą” (łac. auxillium et consillium), czyli uczestnictwo w wyprawach wojennych oraz radach na dworze suzerena. Kontrakt feudalny obowiązywał do śmierci jednej ze stron, jednak dla współczesnych było naturalne, że następcy dziedziczą układ lenny swoich przodków, choć jednak wciąż wymagane było dopełnienie hołdu. Z biegiem czasu system feudalny objął niemal całe społeczeństwo, a także zhierarchizował się w postaci drabiny feudalnej, skomplikowanej gry układów lennych, w których niemal zasadniczo każdy członek jednocześnie będąc czyimś wasalem był seniorem dla własnych wasali, niejednokrotnie zdarzały się sytuacje np. posiadania kilku seniorów. Na szczycie tej drabiny stał król, który nie podlegał nikomu, jednak nie posiadał on pełnej władzy nad wszystkimi swoimi poddanymi. W warunkach francuskich wykształciła się zasada mówiąca, że „wasal mojego wasala nie jest moim wasalem”, dla władzy królewskiej oznaczało to tyle, że król nie posiadał władzy nad wasalami swoich bezpośrednich wasali (tzw. parów), a ci również nie mogli odwoływać się do króla w przeciw swoim seniorom. Stanowiło to wielką przeszkodę do centralizacji i największe zadanie z jakimi musiała zmierzyć się nowa dynastia. Przełamanie potęgi wielkich książąt i hrabiów stanowiło pierwszy stopień na drodze tworzenia scentralizowanej monarchii ancien régimu.

### Pierwsi Kapetyngowie (987-1108)

Herb Kapetyngów

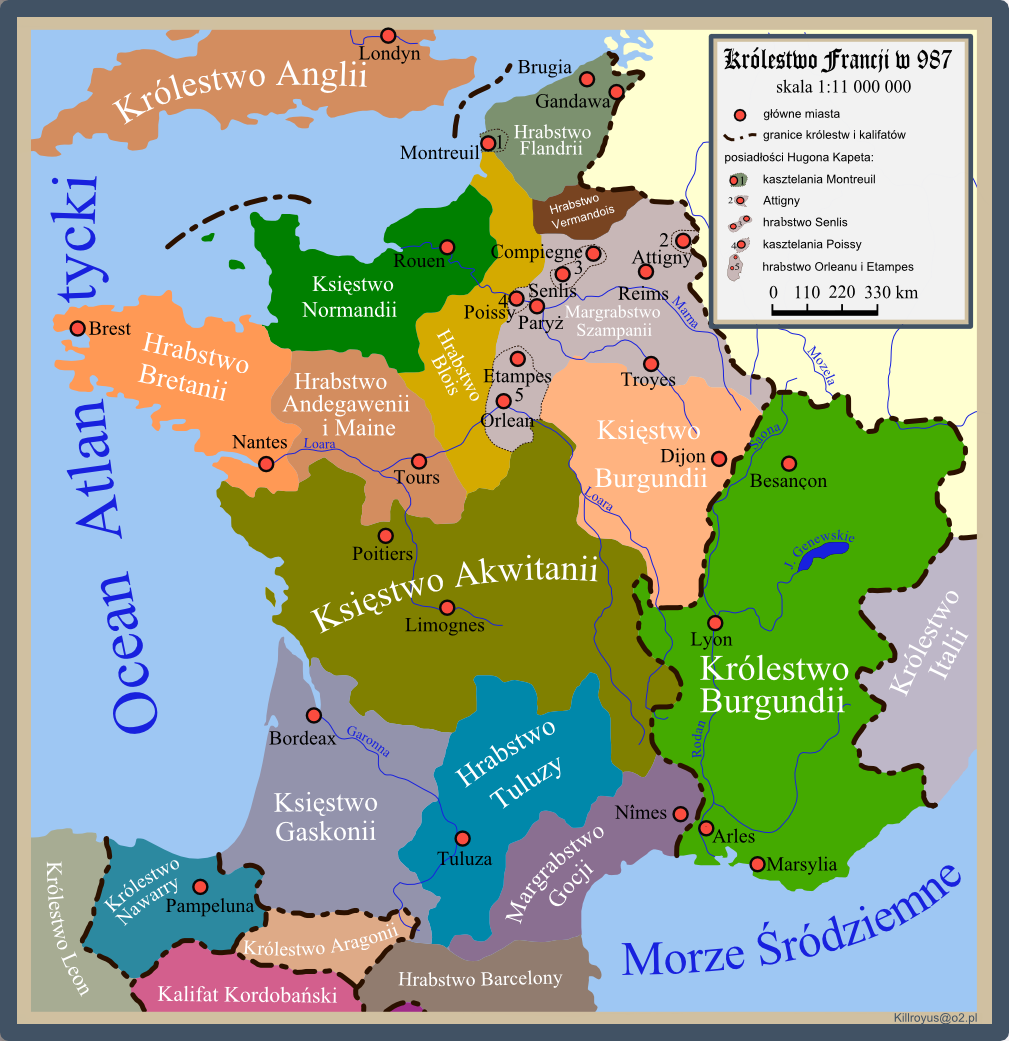
Francja w roku 987

W roku 987 w wyniku nieszczęśliwego wypadku na polowaniu zginął Ludwik V Gnuśny, nagle opróżniony tron stał się ponownie obiektem rywalizacji dwóch królewskich rodów – Karolingów i Robertynów. Choć Ludwik V nie pozostawił po sobie następcy, to interesy jego rodu reprezentował potężny książę Dolnej Lotaryngii Karol. Jego przeciwnikiem był hrabia Paryża Hugo, zwany Kapetem, syn Hugona Wielkiego. Zgromadzenie możnych wybrało na tron Hugona Kapeta w Senlis 29 maja 987 roku, a to dzięki wsparciu jego kandydatury przez cesarza Ottona I, z którym Hugo był spokrewniony przez matkę. Cesarz obawiał się także zbytniego wzrostu potęgi księcia lotaryńskiego, do którego władztwa rościł sobie prawa zwierzchnie. Poza tym Hugo wciąż był najpotężniejszym księciem na północy Francji, mógł również liczyć na żywe wsparcie brata Henryka, księcia Burgundii oraz szwagra, księcia Akwitanii.
Wybór Hugona Kapeta na króla Francji zapoczątkował długi okres, trwający aż do 1792 roku, nieprzerwanego panowania założonej przez niego dynastii Kapetyngów. Nazwa dynastii wzięła od przydomka Hugona, oznaczającego płaszcz noszony przez opatów (łac. capa). Sam przydomek Hugona przyległ do jego osoby z powodu sprawowania przez niego funkcji opata w kilku klasztorach, między innymi w klasztorze św. Marcina z Tours, który, wedle legendy, zdjął swój płaszcz by okryć nim biedaka.
Początek panowania Kapeta nie zapowiadał przyszłej potęgi dynastii. Pod jego bezpośrednim zarządem znajdowało się jedynie kilka hrabstw i opactw wokół Paryża i Orleanu (szacuje się, że było to ok. 7 tys.km². W czasach gdy był on jedynie jednym z wielu możnych dobra te wystarczały by uznać go za jednego z najpotężniejszych. W momencie jednak, gdy został on królem, okazało się, że są one zbyt małe by stanowić podstawę do sprawowania silnej władzy i egzekucji królewskich prerogatyw. Powiększenie królewskiej domeny będzie głównym celem następców Hugona.

#### Rozwój księstw terytorialnych
W czasie rywalizacji obu rodów królewskich następowała konsolidacja władzy książąt terytorialnych.
Najbardziej niebezpieczni dla spoistości władzy królewskiej byli hrabiowie Szampanii, którzy w pierwszej połowie X wieku obieli władzę nad hrabstwami Troyes i Meux tworząc jednolity kompleks ziem na wschód od domeny królewskiej. Sytuacja stała się jeszcze groźniejsza, gdy za panowania Odona II, hrabiego Blois, nastąpiło połączenie jego domeny z hrabstwem Szampanii (1022), oznaczało to otoczenie ziem królewskich z obu stron. Stan ten miał trwać jeszcze, z kilkuletnimi przerwami, ponad wiek (do 1152 roku).
Bardziej na północ, na terenie starożytnej wschodniej Armoryki, zaczęli się osiedlać Normanowie. Ich wódz Rollon otrzymał te ziemie, w charakterze lenna, od króla Karola Prostaka w roku 911. W 933 obszar państwa normańskiego objął obszar arcybiskupstwa Rouen, czyli obszar późniejszego księstwa normańskiego. Normandia, choć formalnie zależne od króla, faktycznie cieszyło się niemal pełną niezależnością. Zasiedlająca je ludność skandynawska stopniowo przejmowała dominującą kulturę romańską, nie porzucała jednak swojego ekspansywnego charakteru. Książęta normańscy stworzyli scentralizowane państwo, w którym, w odróżnieniu od reszty Francji, obowiązywała zasada podległości seniorowi nie tylko jego bezpośrednich wasali, lecz także ich lenników („wasal mojego wasala jest także moim wasalem”). Znacznie zwiększało to potencjał militarny księcia, oddając mu do dyspozycji wszystkich rycerzy zamieszkujących jego ziemie.
Pół wieku wcześniej na niezależność wybiła się również Bretania, pod przywództwem księcia Nominoë. Kraina ta zamieszkała przez pochodzącą z Brytanii ludność celtycką znacznie wyróżniała się od romańskiego otoczenia, co stanowiło podstawę dla utrzymujących się właściwie przez cały okres monarchii pretensji do niezależności. Zewnętrznym wyrazem tego był tytuł królewski, używany przez władców Bretanii. W późniejszym okresie rozpadło się na kilka hrabstw, z których najważniejszymi były Rennes i Nantes. Dopiero w 937 roku Alan II Krzywobrody rozciągnął swą władzę na półwyspem przyjmując tytuł książęcy, ostatecznego zjednoczenia księstwa dokonał jednak dopiero Conan I Krzywy (988–992).
Hrabstwo Andegawenii powstało w X wieku, w wyniku podniesienia do rangi hrabiów wicehrabiów Angers, miasta położonego nad dolną Loarą. Władztwo pod panowaniem dynastii Ingelgerów rosło w siłę by za panowania Fulka Nerry (987–1040) rozciągnąć swoje granicę na sąsiednie hrabstwa Maine i Turenię, tworząc tzw. „Wielką Andegawenię”.
Od IX wieku Flandria, podbita przez Karola Wielkiego znajdowała się w orbicie wpływów frankijskich. Hrabstwo, utworzone w 862 roku, musiało długo bronić się przed atakami Normanów. Dopiero w X wieku nastąpił okres stabilizacji i stopniowego rozwoju krainy, już wtedy zaczęły się rozwijać gałęzie przemysłu (głównie sukiennictwo), z których Flandria potem słynęła. Hrabia Arnulf I (918–964) dokonał podboju Artois, francuskojęzycznego hrabstwa położonego na południe od jego pierwotnej domeny.
Księstwo Burgundii od połowy X wieku należało do rodu Robertynów. Po przerwie w l. 1002–1005 ponownie wróciło do Kapetyngów, a w 1031 roku zostało nadane księciu Robertowi, młodszemu synowi Roberta II, który został założycielem młodszej linii Kapetyngów, panującej w Burgundii do roku 1361, a także, w innej linii, w Portugalii. Kapetyngowie burgundzcy podobnie, jak ich krewni z głównej linii rodu borykali się z problem małej domeny w porównaniu ze ziemiami swoich wasalów i podobnie, jak oni będą dążyć do wzmocnienia swojej pozycji.
Książęta Akwitanii, władcy krainy opierającej się północną i wschodnią granicą o Loarę. W 1052 roku książę Wilhelm VIII odziedziczył księstwo Gaskonii, obejmując tym samym władzę nad kompleksem ziem rozciągającym się o Loary do Pirenejów. Odległość geograficzna i odrębność kulturowa, budził w Akwitańczykach niechęć do jakiejkolwiek zwierzchności władców Północy, także słabo rozwinięty i inaczej rozumiany system lenny, sprzyjał niesłabnącym pretensjom do niezależności.
Tuluza pierwotnie była częścią Księstwa Akwitanii, jednak w 918 roku książęta akwitańscy utracili kontrolę nad tym terytorium. W końcu IX wieku hrabiowie Tuluzy rozciągnęli swoje panowanie nad szeregiem południowo-zachodnich hrabstw, obejmując także kontrolę nad wybrzeżem śródziemnomorskim. Obszar pod panowaniem hrabiów Tuluzy z biegiem czasu urósł do roli ważnego ośrodka kultury, znacznie różniącej się od kultury północy Francji, w szczególności językiem.

#### PanowanieHugo Kapeta(987–996)
Jednym z pierwszych kroków, które podjął Hugo po wstąpieniu na tron była koronacja swojego syna Roberta na współwładcę (988). Koronacja następcy za życia króla (łac. vivente rege) była jawnym zaprzeczeniem przyjętej w ciągu ostatniego stulecia zasady elekcyjności tronu i próba zmiany sukcesji na dziedziczną.
Ogólnie rzecz biorąc Hugo Kapet ma raczej opinię władcy, który przedkładał układy dyplomatyczne nad wojenne starcie. Dobrą ilustracją królewskiej natury, było ustąpienie Ottonowi III miasta Verdun, o które od dłuższego czasu toczył się spór. Było to z jednej strony odwdzięczenie się za poparcie jego kandydatury w czasie elekcji, a także konieczność zapewnienia sobie poparcia w sporze z Karolem z Lotaryngii, który wcale nie zamierzał rezygnować z korony królewskiej. Z tego samego powodu król musiał odmówić pomocy hrabiemu Barcelony Borrellowi, który był zagrożony ze strony muzułmanów. Krok ten miał dalekosiężne konsekwencje, przyczyniając się do odłączenia Barcelony od Francji, wskazywał również na brak zainteresowania, czy też na słabość, nie pozwalającą takowe żywić, władcy sprawami południa.
Również w walkach z Karolem, Hugo ponosił początkowo klęski. Do roku 990 udało się temu pierwszemu przejąć kontrolę nad okręgiem Laon i Reims, którego arcybiskupem był jego bratanek Arnulf, a także przeciągnąć na swą stronę kilku parów Francji. Hugonowi zorganizował armię, jednak zrezygnował z wydania walnej bitwy, uciekając się pertraktacji. W 991 roku biskup Laon Adalberon, udał się do Karola i Arnulfa w celu rokowań pokojowych, był to jednak tylko pretekst do próby ich ujęcia, zakończonej powodzeniem. Karol zginął wkrótce w niewoli 993, Arnulf został wyrokiem synodu w Saint-Basel (991) skazany za zdradę i usunięty z urzędu, jego miejsce przejął Gerbert z Aurillac. Ta samowola władcy Francji w osądzaniu biskupów wywołała niezadowolenie w Rzymie. Spór rozstrzygnął dopiero następca Hugona, jego decyzją Arnulf wrócił na swój urząd (996), a Gerbert musiał udać się do Italii.
Po pokonaniu Karola Hugo wyruszył przeciw hrabiemu Blois Odonowi I, który poparł księcia Lotaryngii w jego walce z królem, a także zajął okrąg Melun. Hugona wspierał hrabia Andegawenii Fulko Nerra, dążący do opanowania Turenii, Odona zaś książę Normandii Ryszard I, książę Akwitanii Wilhelm IV i hrabia Flandrii Baldwin IV. Walki, bez większej zaciekłości, trwały do roku 996, gdy został zawarty rozejm. W tym samym roku zmarł Hugo Kapet.

#### PanowanieRoberta II Pobożnego(996–1031)
Po śmierci Hugo Kapeta tron automatycznie przejął jego syn Robert. Już pierwszy rok panowania nowego władcy przyniósł poważny problem. Robert, już raz żonaty (od 989), po oddaleniu swojej pierwszej żony (991), szukał nowej partnerki, znalazł ją w Bercie wdowie po zmarłym niedawno Odonie I (996), hrabim Blois. Pojął ją jednak za żonę, dopiero po śmierci ojca, który sprzeciwiał się temu stadłu. Robert był spokrewniony z Bertą w trzecim stopniu, co spowodowało wpierw potępienie ich związku przez papieża Grzegorza V, a potem ekskomunikę Roberta (998). W roku następnym klątwa została jednak zdjęta z króla za sprawą Gerberta z Aurillac, następcy Grzegorza na papieskim stolcu. W roku 1004 Robert porzucił Bertę, która nie dawała mu następcy, po czym poślubił Konstancję z Arles. Mimo późniejszych prób zerwania i tego małżeństwa, pozostali oni małżonkami do końca życia.
W roku 1002 zmarł wuj Roberta, książę Burgundii Henryk, nie pozostawiwszy potomka, przed śmiercią jednak desygnował na swego następcę syna żony z pierwszego małżeństwa Otto Wilhelma. Robert jednak postanowił przejąć spadek po wuju i przyłączyć go do swej domeny. Trzyletni wysiłek zbrojny przyniósł powodzenie i Robert mógł się w 1005 roku ogłosić władcą Burgundii. Jednak opór możnych tego księstwa spowodował, że Robert został zmuszony nadać je swojemu młodszemu synowi Henrykowi (1016).
W następnym roku koronował na współwładcę najstarszego syna Hugona, czym zapewnił sukcesję w rodzie. Jednak ambicje Hugona były dużo większe, w wieku osiemnastu lat podjął próbę buntu przeciw ojcu, którą przerwała jego przedwczesna śmierć (1025). W roku 1027 Robert koronował drugiego w kolejności syna, księcia Burgundii, Henryka, czym wywołał sprzeciw swej żony, która w roli następcy męża widziała trzeciego potomka Roberta. Chcąc zapewnić mu sukcesję uciekała się do walki zbrojnej, wzniecając bunty przeciw królowi.

#### PanowanieHenryka I(1031–1060)

Francja w roku 1030

Spór wybuchł z nową siłą po śmierci Roberta Pobożnego (1031), gdy kraj rozdarła regularna wojna domowa między dwoma braćmi. Zakończył ją kompromisowy pokój (1032), Robert rezygnował ze swych roszczeń za cenę inwestytury Burgundii. Było to poważne uszczuplenie domeny, powiększone dodatkowo nadaniem księciu Normandii Robertowi Wspaniałemu francuskiej części Vexin, w zamian za wsparcie króla w walkach z bratem.
Po zwarciu pokoju z Robertem, Henryk zwrócił się przeciw hrabiemu Blois Odo II, który wspierał królewskiego brata w czasie jego buntu, a teraz dodatkowo czynił zabiegi w celu zajęcia królestwa Burgundii. Król nie mógł pozwolić na taki wzrost potęgi swego wasala, zawarł przeciw niemu przymierze z cesarzem Konradem II), który również wysuwał pretensję do burgundzkiego tronu. Odo natomiast sprzymierzył się z najmłodszym bratem króla Odonem. Po zaciętych walkach obaj Odonowie poddali się (1034). W 1037 roku wojna rozgorzała na nowo, z tymże miejsce hrabiego Blois zajęli jego synowie: Tybald, hrabia Blois i Stefan, hrabia Troyes i Meaux. W roku 1044 obaj zostali pokonani.
W walce z hrabiami szampańskimi króla wspierał władca Andegawenii Godfryd Młot, który w 1044 odebrał Tybaldowi z Blois Turenię i Vêndome. Wzrost potęgi Godfryda zaczął niepokoić króla, tym bardziej że zbliżył się on do cesarza Henryka III, który w 1043 roku poślubił córkę jego żony z pierwszego małżeństwa. Król w sojuszu z Godfrydem Brodatym, księciem Górnej Lotaryngii, który toczył spór z cesarzem o Dolną Lotaryngię, wypowiedzieli wojnę cesarzowi i Andegaweńczykowi. Spór zakończył się rozejmem na zasadzie status quo między cesarzem a Henrykiem I, który porzucił sprawę swego lotaryńskiego sojusznika. Znalazł z resztą wkrótce nowego w osobie Wilhelma, księcia Normandii, który z racji tego, że był nieślubnym dzieckiem swego poprzednika, szukał usilnie wsparcia mogącego pomóc mu w utwierdzeniu się na tronie. Wyprawa królewska pokonała niechętnych Wilhelmowi możnowładców normandzkich w bitwie pod Valès-Dunes. Po pokonaniu buntowników obaj prowadzili wojnę przeciw Godfrydowi. Do roku 1052 udało im się zająć Maine i Turenię, tę ostatnią Henryk przyłączył do swej domeny.
Jednak w tym momencie nastąpiło odwrócenie sojuszy, król sprzymierzył się ponownie z Godfrydem, tym razem przeciw Wilhelmowi, którego wzrost potęgi zdał mu się zbyt groźny. Jednak ich wspólny atak nie powiódł się, zostali pokonani w bitwie pod Mortemer. Ofensywa Wilhelma również nie przyniosła skutku – nie udało mu się opanować Maine, kolejny atak Henryka i Godfryda (1058) zakończył się klęską pod Varaville. Konflikt przerwała dopiero śmierć zarówno króla, jak i hrabiego Andegawenii w 1060 roku.

#### PanowanieFilipa I(1060–1108)
Henryk I umierając pozostawił małoletniego syna Filipa, koronowanego w 1059 na współwładcę. Filip w chwili objęcia tronu miał niespełna 8 lat, także nie był w stanie samodzielnie sprawować rządów, regencję w jego imieniu objął Baldwin V Flandryjski, hrabia Flandrii i wuj Filipa (był żonaty z Adelajdą, siostrą Henryka I), oraz jego matka Anna Kijowska. Choć kroniki chwalą regenta za wspaniałe zarządzanie królestwem, to jednak w żaden sposób nie przeszkodził on Wilhelmowi Normandzkiemu w opanowaniu Anglii (1066). prawdopodobnie nawet nie chciał mu przeszkadzać, gdyż Wilhelm był jego zięciem.
Baldwin zmarł w roku 1067 co pozwoliło Filipowi przejąć władzę we własne ręce. Pierwszym samodzielnym przedsięwzięciem młodego króla była interwencja w sukcesję w hrabstwie flandryjskim (1070), gdzie zmarł w Baldwin VI, syn Baldwina V. Powodem interwencji było zagarnięcie władzy przez Roberta Fryzyjskiego, brata zmarłego, gdy tymczasem żył prawowity następca Arnulf. Interwencja Filipa zakończyła się klęską w bitwie pod Cassel (1071), w której zginął Arnulf. Filip by ratować swój autorytet poparł w tej sytuacji Roberta, żądając przy tym zwrotu Corbie. Postąpił tak, mimo tego, że żył brat Arnulfa Baldwin, który jednak utrzymał się w hrabstwie Hainaut, dziedzictwie swej matki. Filip dostrzegł w Robercie Fryzyjskim dogodnego sojusznika w walce z Wilhelmem, sojusz ten przypieczętował ślubem z bratanicą Roberta, Bertą.
Filip wystąpił z pretensjami do Vexin, ziemi podzielonej między Normandię i domenę królewską, która od czasów Henryka I była w całości we władaniu książąt Normandii, i zajął ją w roku 1077. Starając się, jak najbardziej zaszkodzić Wilhelmowi Normandzkiemu popierał jego syna, Roberta Krótkoudego, w jego buntach przeciw ojcu (1077–1080). Po śmierci Wilhelma Zdobywcy w czasie jego wyprawy na Vexin (1087), Filip dalej wspierał Roberta, teraz księcia Normandii, lecz tym razem przeciw jego bratu Wilhelmowi, królowi Anglii, w zamian za co uzyskał m.in. okręg Gisors.
Sytuacja zmieniła się po ogłoszeniu wezwania do krucjaty na synodzie w Clermont (1096). Robert udał się do Ziemi Świętej, zostawiając swemu bratu w zarząd księstwo Normandii. Wilhelm natychmiast powziął zamiar odzyskania wszystkich utraconych ziem. Atak na Vexin zakończył się niepowodzeniem, jednak udało mu się zając Maine (1099). Kampanię we Francji przerwała jednak śmierć króla na polowaniu (1100). W tej sytuacji tron angielski objął najmłodszy syn Wilhelma Zdobywcy Henryk I Beauclerc, jednak Robert po powrocie z krucjaty nie zamierzał rezygnować ze swych praw do spadku po bracie i ojcu, jego walki przeciw Henrykowi trwały z przerwami do roku 1106, gdy trafił do niewoli, w której miał pozostać do końca życia. Filip nie zdecydował się poprzeć swego dawnego sojusznika w tej walce.
Koniec panowania Filipa to także konflikt z papiestwem, spowodowany negatywną postawą króla wobec reformy Kościoła, a także jego drugim małżeństwem z Bertradą z Montfort. Filip porzucił swą poprzednią żonę Bertę w 1092 roku, gdyż zakochał się w Bertradzie z Montfort, żonie Fulka IV, hrabiego Andegawenii. Synod w Clermont pod przewodnictwem Urbana ekskomunikował Filipa. Król jeszcze kilkukrotnie odseparowywał swą nową żonę, jednak po pewnym czasie zawsze do niej wracał, co za każdym razem powodowało odnowienie ekskomuniki. Ostatecznie w 1104 po mediacji Iwo z Chartres zdecydował się porzucić żonę, lecz wkrótce znów się z nią związał, ale tym razem ekskomunika nie została odnowiona.
Polityka wewnętrzna Filipa nie była zbyt udana, nastąpiło dalsze osłabienie pozycji króla w jego własnej domenie. Wymownym świadectwem słabości monarchy jest rozgromienie jego sił przez jednego z wasali wchodzących w skład domeny, kasztelana Le Puiset w 1080 roku. Mimo tego, że udało mu się powiększyć domenę o Gâtinais, Corbie, Vexin i Bourges (1101), to jednak jego panowanie ocenia się, raczej jako cofnięcie się pozycji monarchy, nawet w porównaniem z sytuacją panującą za jego ojca.

### Odbudowa władzy królewskiej (1108-1226)

#### PanowanieLudwika VI Grubego(1108–1137)
Zaniedbania ojca w polityce wewnątrzdomenalnej miał naprawić dopiero jego syn Ludwik VI Gruby, który już w ostatnim okresie panowania swego ojca, po koronacji na współwładcę w 1101 roku, przejął ster rządów i poczynił wiele wysiłków w celu ujarzmienia niepokornych wasali. Po przejęciu pełni władzy proces ten uległ zintensyfikowaniu. W licznych wojnach z kasztelanami (między innymi z Thomas de Marle, czy Hugues du Puiset i innymi) potwierdził swą pozycję seniora, niszcząc zamki kasztelańskie i budując własne fortece będące zewnętrznym manifestem jego władzy. Ludwik uczynił wiele także dla reorganizacji swego dworu, czyniąc go sprawnym narzędziem swej władzy, złożonym głównie z nobilów pochodzących z okręgów Paryża i Orleanu. W 1127 roku usunął ze stanowiska wszechwładnego seneszala Étienne de Garlande, który choć powrócił do łask w 1132 roku to już na dużo słabszej pozycji. Od 1127 roku najważniejszym doradcą króla był Suger, opat Saint-Denis, pod koniec panowania dużo rolę zaczął odkrywać także Bernard z Clairvaux.
Ludwik starał się odgrywać rolę najwyższego seniora królestwa, angażując się w spory między książętami, a także w ich problemy wewnętrzne, między innymi w Burbonii i w Owernii. Wciąż jednak nierozstrzygnięty pozostawał spór z księciem Normandii i królem Anglii Henrykiem. W 1109 Henryk bezprawnie zawładnął zamkiem Gisors co stało się bezpośrednim powodem wznowienia konfliktu. Ludwik wspierany przez hrabiego Andegawenii oraz hrabiego Blois Tybalda zajął normandzką część Vexin, lecz przejście Tybalda na stronę Henryka spowodowało klęskę Ludwika i konieczność uznania władzy Henryka nad Maine i Bretanią (1113). Wkrótce dorósł syn Roberta Krótkoudego Wilhelm Clito, który wzniecił bunt przeciw wujowi, chcąc odzyskać swe dziedzictwo i uwolnić ojca. Ludwik VI poparł Wilhelma, lecz po klęsce pod Brémule (1119), musiał to poparcie cofnąć i uznać władze Henryka w Normandii, udało mu się za to odzyskać Gisors. Jednak król nie zrezygnował całkowicie z popierania Wilhelma, kolejna okazja nadarzyła się w 1123 roku, jednak znów musiał ulec przewadze Henryka wciąż wspieranego przez Tybalda z Blois, który wkrótce odziedziczył Szampanię (1125) otaczając swymi ziemiami domenę z obu stron. Wcześniej jednak powstało jeszcze większe zagrożenie, na pomoc swemu teściowi Henrykowi angielskiemu przybył cesarz Henryk V. Ludwikowi udało się jednak zgromadzić pod sztandarem oriflamme, na polach Bouvines, większość północno-francuskich wasali, łącznie z hrabią Blois. Cesarz nie ryzykował starcia i wycofał się do Niemiec.
W roku 1127 został zamordowany hrabia Flandrii Karol Dobry, Ludwik wyruszył do hrabstwa z zamiarem włączenia go do domeny. Jednakże opór tamtejszego możnowładztwa sprawił, że konieczne okazało się utrzymanie niezależności tego kraju i powołanie nowego hrabiego. Ludwik zamierzał posłużyć się ponownie Wilhelmem Clito, jednak stany flandryjskie widziały raczej hrabiego w osobie Teodoryku Alzackim. Ludwik i Wilhelm odnieśli kilka sukcesów militarnych, ale ich zamiary przekreśliła śmierć Wilhelma w jednej z bitew (1128), w tej sytuacji Ludwikowi nie pozostało nic innego, jak uznać Teodoryka za prawowitego władcę Flandrii. Do swojej śmierci w 1137 Ludwik VI Gruby nie podejmował większych projektów, skupiając się na utwierdzaniu swej władzy w domenie.

#### PanowanieLudwika VII Młodego(1137–1179)
Ludwik VII był drugim synem Ludwika VI, który niespodziewanie stał się następcą tronu, po śmierci brata Filipa. Został koronowany kapetyńskim zwyczajem w roku 1131 w wieku 11 lat. Perspektywy jego rządów w chwili wstąpienia na tron wydawały się świetlane. Anglia była pogrążona w wojnie domowej między pretendentami do tronu Stefanem z Blois i Godfrydem Plantagentem, hrabią Andegawenii, i jego żoną Matyldą, a także w walkach ze Szkotami. Poza tym do króla zbliżył się Tybald II z Szampanii, dotychczas nieustannie brużdżący, który skonfliktował się z bratem Stefanem z Blois, gdyż to pierwotnie on miał dziedziczyć koronę Anglii. Wielką szansą na wzmocnienie władzy króla było również zawarte tuż przed śmiercią Ludwika Grubego małżeństwo z Eleonorą, jedyną córką i dziedziczką księcia Akwitanii Wilhelma X. Wraz z tym małżeństwem Ludwik zyskiwał kontrolę nad ogromnym obszarem rozciągającym się od Loary do Pirenejów.
Jednak już pierwsze lata pokazały, że Ludwikowi brakuje umiejętności by wykorzystać nadarzającą się okazję. Andegawenów zraził inwestyturą Eustachego, syna Stefana, w Normandii. Również Tybaldowi było to nie w smak, wobec czego odmówił on pomocy królowi w buncie nowych poddanych w Poitou (1138) i w interwencji w Tuluzie (1141). Wszedł w konflikt również z papiestwem na tle inwestytury biskupstwa Bourges. Dalsze zaognienie stosunków spowodował zaaranżowany przez króla mariaż królewskiego seneszala Raula, hrabiego Vermandois z siostrą swej żony Petronelą. Problem tkwił w tym, że był on wcześniej żonaty z córką Tybalda. Konflikt wojenny wybuchły na tym tle trwał w l. 1142–1144, zakończył się ugodą, na mocy której Raul musiał zerwać z Petronelą za cenę zdjęcia ekskomuniki. Niedopełnienie jednak tych warunków doprowadziło do nowej wojny, ostatecznie pokój został zawarty w 1144. Raul mógł zostać z Petronelą, jednak król musiał ustąpić w kwestii arcybiskupstwa Bourges.
W Boże Narodzenie roku 1145 w Bourges, król ogłosił chęć wzięcia w wyprawie krzyżowej, propagowanej przez Bernarda z Clairvaux po upadku hrabstwa Edessy (1144). W ekspedycji tej swój udział zadeklarował również król Niemiec Konrad III. Krucjata okazała się zupełną klęską, która zamiast pomóc państwom Outremer, raczej im zaszkodziła, poza tym pewne nie do końca jasne czyny, których dopuścić się miała królowa Eleonora (mówiono o kazirodczym związku ze stryjem Rajmundem) doprowadziły do rozwodu z żoną (1152).

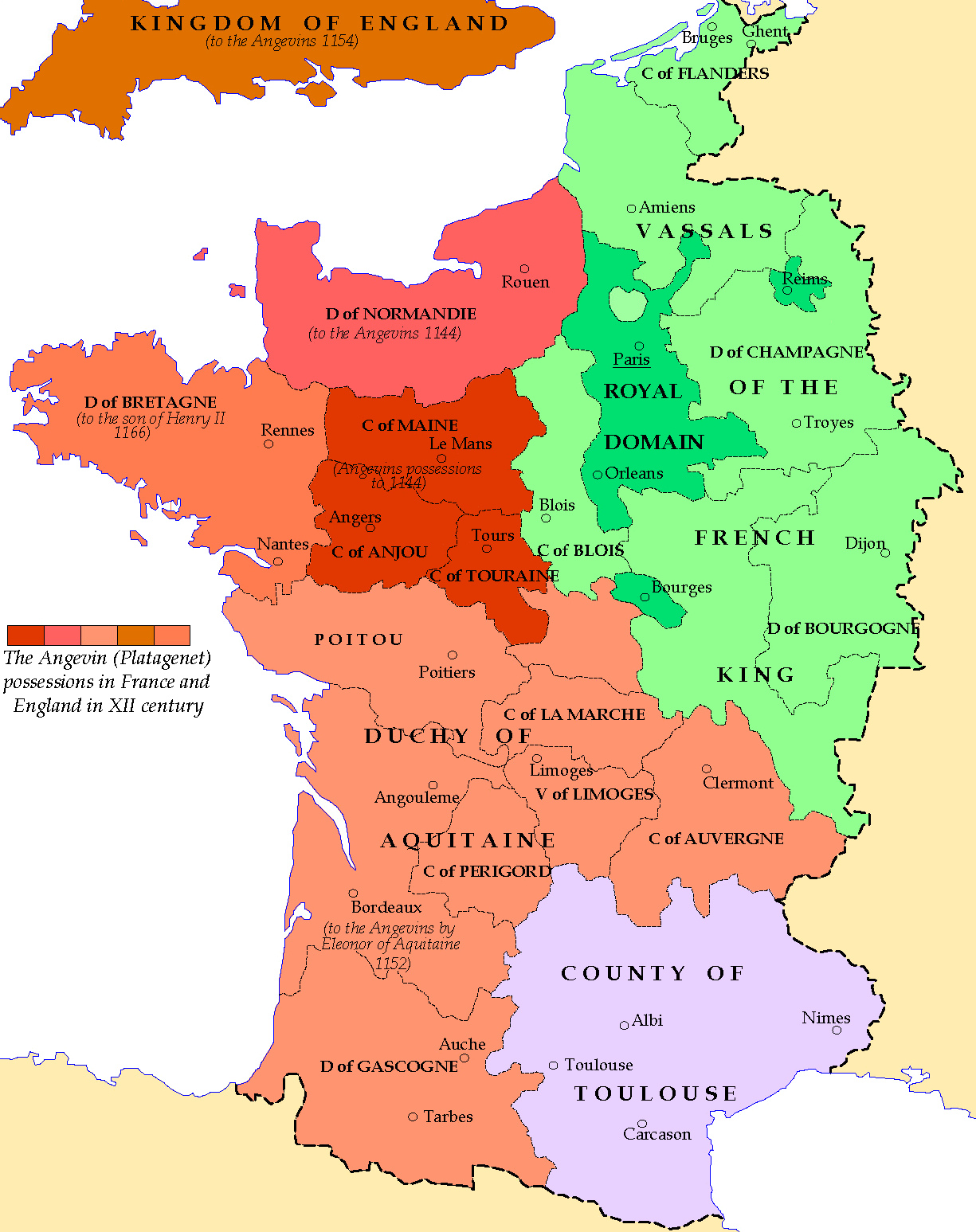
Porównanie francuskich posiadłości Plantagenetów i Kapetyngów w drugiej połowie XII wieku

W tym czasie w królestwie zaszły niepokojące zmiany, Andegawenowie pogodzili się ze Stefanem z Blois (1151), syn Godfryda Henryk objął Normandię oraz został desygnowany na następcę Stefana w Anglii. Brat królewski Robert z Dreux zaczął podburzać możnych przeciw Ludwikowi, a organizacja krucjaty ogołociła królewską szkatułę. Jedynym zyskiem korony było odzyskanie Gisors i Vexin.
Największe konsekwencje miał jednak ślub byłej żony króla z młodym Henrykiem Andegaweńskim, co oddawało mu we władanie długi pas ziemi od Normandii, poprzez Andegawenię do Akwitanii i Gaskonii włącznie, rychła śmierć Stefana z Blois i objęcie tronu Anglii (1154), czyniło Henryka daleko bardziej silniejszym niż Ludwik VII. Co więcej wpływy Henryka nie kurczyły się a wzrastały. W 1156 r. jego brat Godfryd został hrabią Nantes, po jego śmierci (1158) Henryk przejął jego prawa do tego władztwa, w roku 1160 zhołdował całe księstwo Bretanii, które w 1171 roku objął jego syn Godfryd ożeniony z dziedziczką Konana IV, księcia tego kraju. Podjął również próbę zhołdowania hrabstwa Tuluzy (1159), do którego miał hipotetyczne prawa, jako książę Akwitanii, jednak twarda postawa Ludwika VII zmusiła Henryka do wycofania się, gdyż nie chciał on walczyć z własnym seniorem, plan ten jednak powiódł mu się później w 1173 roku. Podobnie postąpił z hrabią Owernii, a w 1177 zagarnął hrabstwo La Marche.
Ludwik VII był w trudnej sytuacji, także początkowo starał się nie drażnić swojego potężnego wasala. Zgodził się nawet na małżeństwo swej jedynej córki Małgorzaty (z drugiego małżeństwa z Konstancją Kastylijską) z najstarszym synem króla Anglii Henrykiem. Małżeństwo, do którego doszło w 1162 roku, czyniło młodego Plantageneta, naturalnym sukcesorem także w królestwie Francji, przynajmniej do narodzin pierwszego syna Ludwika VII Filipa z małżeństwa z Adelą z Szampanii w 1165 roku. Jednak zagarnięcie, pod pretekstem odebrania posagu, normandzkiej części Vexin, doprowadziło do zaognienia konfliktu.
Konflikt między obiema stronami rozgrywał się początkowo głównie na polu dyplomacji, choć nie brakło też sporadycznych wojen. W tym czasie zarysowała się także aktywność Ludwika VII w sporach kościelnych. Udzielił on w 1164 roku schronienia w Sens zbiegłemu arcybiskupowi Canterbury Tomaszowi Becketowi, skonfliktowanemu z królem Anglii. W Sens schronił się także papież Aleksander III, wygnany z Rzymu przez Fryderykę Barbarossę (1163). Pomoc Ludwika VII przyczyniła się do ukucia, pierwszy raz z historii, tytułu rex christianissimus („król najbardziej chrześcijański”), który wkrótce na stałe przylgnął do królów Francji. Zamordowanie w 1170 Becketa rzuciło odium na króla Anglii, a Ludwik, który od początku wspierał męczennika stał się w powszechnym odczuciu obrońcą wiary.
Mimo to sytuacja Ludwika wciąż nie była najlepsza, wkrótce znalazł on jednak sposób na skruszenie potęgi swego wasala. Imperium Andegaweńskie nie było monolitem, Henryk II dzielił swe ziemie między synów. Pierworodny Henryk otrzymał Normandię (1160), a także Andegawenię i Maine (1170), drugi Ryszard Akwitanię i Gaskonię (1169), a Godfryd odziedziczył Bretanię (1171). Wszyscy trzej składali hołd lenny Ludwikowi VII, z ojcem łączyły ich tylko więzi rodzinne, Ludwik VII wykorzystał to wspierając i inicjując bunt synów Henryka przeciw niemu (1173–1174). Henrykowi udało się jednak pokonać własnych synów, a jego kontratak (1177) omal nie skończył się katastrofą dla Ludwika. Jedynie interwencja papieża Aleksandra III, uratowała pozycję Ludwika, który już do śmierci w 1180 starał się jedynie o zachowanie status quo. Jednym ze środków do urzeczywistnienia tego celu była elekcja królewskiego syna, Filipa, na współwładcę w roku 1179, ostatnie tego typu wydarzenie w historii Francji.

#### Pierwsze lata panowaniaFilipa II Augusta(1179–1200)

Francja w 1180 roku

Nowy król Filip II August rozpoczął swe panowanie od próby zdjęcia z siebie kurateli matki Adeli z Szampanii i Filipa Alzackiego, hrabiego Flandrii. Nim to się stało Filip Alzacki ożenił króla ze swoją siostrzenicą, Izabelą z Hainaut, która wniosła mu w posagu hrabstwo Artois i urodziła następcę tronu Ludwika (1187). Małżeństwo to miało dodatkową zaletę, gdyż Izabela była potomkinią Karola Wielkiego, co nie było bez znaczenia dla prestiżu i legalności dynastii królewskiej.
Konflikt z Filipem Alzackim wybuchł już w 1180 roku. Zaogniła go śmierć Elżbiety (1182), żony Filipa, dziedziczki Vermandois i Valois, po które sięgnął Filip Alzacki, natomiast król opowiedział się za spadkobraniem siostry Elżbiety Eleonory. Konflikt zakończył pokój podpisany w Amiens w 1186 roku, gwarantujący królowi hrabstwa Artois, Montdidier i Amiens, a Eleonorze Valois oraz połowę Vermandois, druga połowa przypadła królowi, Filip Alzacki zatrzymywał jedynie hrabstwa Pérone, Saint-Quentin i miasto Ham.
Po tym sukcesie król zwrócił się przeciw Henrykowi II, powodem do tego była być może śmierć dwóch synów Henryka i wiernych sojuszników Filipa, Henryka Młodego Króla (1183) i Godfryda (1186). Nie bez znaczenia była także odmowa Ryszarda z Akwitanii poślubienia siostry Filipa Alicji, z którą był do tej pory zaręczony, król zażądał wobec tego zwrotu normandzkiej części Vexin. Walki trwały do 1188 roku i zakończyły się obietnica wspólnej wyprawy do Ziemi Świętej. Nie był to koniec konfliktu, tym razem Ryszard zbliżył się do Filipa Augusta, przeciw ojcu i faworyzowanemu bratu Janowi, Ryszard złożył hołd Filipowi Augustowi z Akwitanii i Gaskonii i razem dokonali najazdu na pozostałe francuskie ziemie Andegawenów. W 1189 Henryk II zmęczony wojną ustąpił swym przeciwnikom, uznał Ryszarda następcą tronu, Filip natomiast zachowywał podbite ziemie w Berry i uprawnienia senioralne w Owernii, rezygnując jednak z normandzkiej części Vexin. Henryk II wkrótce zmarł.
W 1190 roku Filip II August i Ryszard Lwie Serce, już jako król Anglii, wyruszyli razem na krucjatę. Na czas nieobecności Filipa regentami królestwa Francji została matka króla Adela z Szampanii i jego wuj Wilhelm o Białych Dłoniach, arcybiskup Reims. Pierwszym przystankiem na drodze do Ziemi Świętej była Sycylia, na której obaj władcy poróżnili się, powrócił stary spór o małżeństwo Alicji i Ryszarda. Król Anglii odmówił poślubienia siostry Filipa, gdyż w tym czasie finalizował małżeństwo z Berengarią, córką Sancha VI, króla Nawarry. Ostatecznie władcy dogadali się (1191), Ryszard zgodził się zapłacić Filipowi 10 tys. marek odszkodowania, zwrócić Gisors, zachował jednak normandzką część Vexin. Po tych wydarzeniach Ryszard udał się na Cypr, gdzie znajdowała się jego przyszła żona, przetrzymywana przez Bizantyńczyków, po podbiciu wyspy (1191), udał się pod mury Akki, gdzie znajdował się już Filip. W czasie oblężenia miasta zginął Filip Alzacki, z tego powodu po upadku twierdzy Filip August zdecydował się powrócić do Francji, przedtem jednak Ryszard wymógł na nim przysięgę, że nie będzie atakował jego posiadłości do jego powrotu.
Po powrocie do Francji król zajął Amiénois i całość Vermandois, resztę ziem Filipa nadał w lenno Eleonorze z Vermandois. Nie uszanował również przysięgi złożonej Ryszardowi i zaatakował Vexin i zajął Evreux oraz zawarł sojusz z Janem, który dążył do objęcia tronu swego brata. Ryszard powrócił do Francji dopiero w 1194 roku, po wykupieniu się z niewoli cesarza Henryka VI. Przeciągnął na swą stronę Jana, przyrzekając mu sukcesję po sobie, obiecaną wcześniej bratankowi Arturowi z Bretanii. Pięcioletnia wojna przynosiła Filipowi same klęski, tym bardziej że wystąpił przeciw niemu także hrabia Flandrii Baldwin IX, który sprzeciwiał się aneksjom dokonanym przez Filipa na północy po śmierci Filipa Alzackiego. Poza tym król był w konflikcie z papieżem Innocentym III, który nie uznał za zerwane małżeństwa Filipa z Ingeborgą (1193) oraz trzeciego małżeństwa króla z Agnieszką Merańską (1196). Konflikt rozwiązała dopiero śmierć Agnieszki (1201) i przyjęcie z powrotem Ingeborgi (1213). Natomiast przed klęską w wojnie z Ryszardem Filipa Augusta uratowała nieoczekiwana śmierć przeciwnika w walce z feudałami z Poitou.
Nowym królem Anglii został Jan bez Ziemi, który był człowiekiem pozbawionym uzdolnień i energii brata. Jego sytuacja początkowa była tym gorsza, że na kontynencie jego władzę uznały jedynie Akwitania, Gaskonia i Normandia, pozostałe ziemie poparły Artura z Bretanii, który złożył z nich hołd Filipowi. Wspólny atak Filipa i Artura na Jana zakończyła się jednak klęską (1200), Artur musiał zrzec się na rzecz brata wszystkich posiadłości prócz Bretanii, z której stał się lennikiem Jana, Filip otrzymał jedynie Evreux, Vexin i część Berry oraz 20 tys. marek podatku lennego. Większy sukces Filip odniósł na północy, gdzie Baldwin IX zrzekł się wszystkich roszczeń do spadku po Filipie Alzackim.

#### Poszerzenie domeny o dobraPlantagenetów(1200–1226)

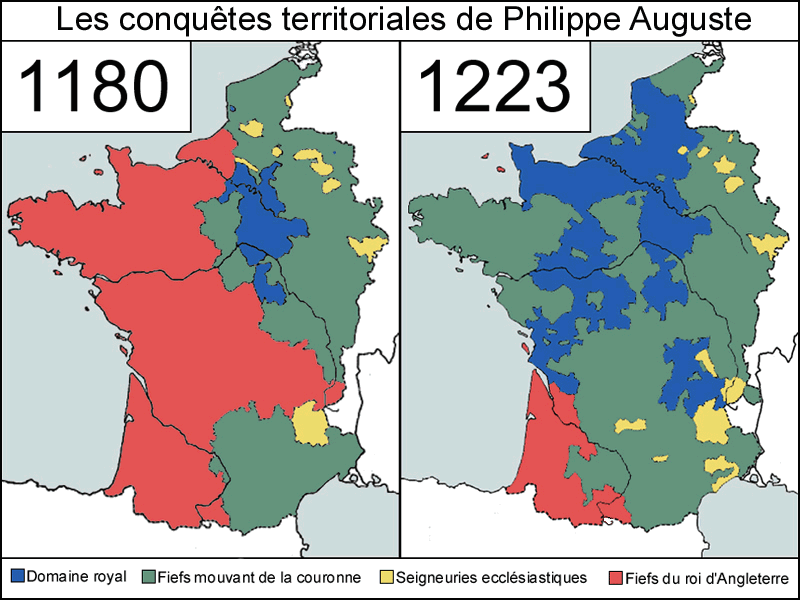
Rozrost domeny królewskiej za Filipa Augusta

Mogłoby się zdawać, że Janowi udało się obronić istnienie imperium andegaweńskiego, mimo relatywnie dużych ustępstw na rzecz Filipa. W 1200 roku Jan poślubił Izabelę, dziedziczkę hrabstwa Angoulême, choć ta była już zaręczona z Hugonem IX z Lusignan, któremu w takim wypadku zwyczajowo należało się odszkodowanie. Jan nie uiścił należności, więc Hugo wypowiedział mu wojnę (1201) i złożył skargę do sądu królewskiego. Filip, wraz z innymi baronami, uznał Jana za winnego i zawyrokował odebranie wszystkich jego lenn (28 kwietnia 1202). Filipa poparł Artur z Bretanii, który, zgodnie z umową zawartą z królem, miał przejąć wszystkie ziemie brata, prócz Normandii, która miała zostać włączona bezpośrednio do domeny. Artur obległ swą babkę Eleonorę w akwitańskim zamku Mirabeu (1202), został jednak pobity przez nadchodzącą odsiecz, pojmany i stracony w Rouen (1203). Skompromitowany i uznany za mordercę Jan, nie mógł liczyć na żadne wsparcie, to też Filip czynił szybkie postępy. W niedługim czasie zajął całą Normandię (1204), Andegawenię, Maine, Turenię (1205) i Bretanię (1206), a także, na krótko Poitou (1205-1206).
Sytuacja Jana pogarszała postawa angielskich baronów, którzy odmawiali mu pomocy finansowej i wojskowej w walkach na kontynencie. Jego sytuację skomplikował dodatkowo konflikt z papieżem o obsadę arcybiskupstwa Canterbury. Filip August udzielił wsparcia i azylu Stefanowi Langtonowi, wygnanemu przez Jana kandydatowi papieża, czym zaskarbił sobie wsparcie Innocentego III. W 1209 roku na Jana została nałożona ekskomunika, a na jego królestwo interdykt (1208). W 1213 roku następca tronu Ludwik, książę Artois miał stanąć na czele planowanej inwazji na Anglię. Jednak sprzeciw papieża, wywołany ustąpieniem Jana w sprawie Langtona i złożenie hołdu papieżowi z Anglii, uczyniły ten zamiar nierealnym. Filip starał powetować sobie tę porażkę we Flandrii (1214), jednak tam również nie odniósł sukcesu.
Ośmielony tymi niepowodzeniami Jan podjął próbę odzyskania straconych pozycji we Francji. Wszedł w sojusz z hrabią Flandrii, Ferrandem, hrabią Boulogne Renaldem i cesarzem Ottonem IV. Sojusznicy zaatakowali z dwóch stron, Jan od strony Poitou, a Otto z Ferrandem i Renaldem od północy. Armia Jana została rozbita pod La Roche-aux-Moines (2 lipca 1214) przez królewicza Ludwika, a Filip August pokonał pod Bouvines (27 lipca 1214) pozostałych przeciwników. Konsekwencje tej batalii były ogromne, Ferrand i Renald dostali się do niewoli, dobra tego ostatniego wraz z ręką jego córki przypadły młodszemu synowi Filipa Augsta Filipowi Hurepelowi, a Otto wrócił skompromitowany do Niemiec, których tron stracił wkrótce na rzecz Fryderyka II. Ponadto Jan musiał stawić czoła buntowi możnych, którzy zmusili go do podpisania Wielkiej Karty Swobód (1215).
Filip postanowił powrócić do projektu inwazji na Anglię, zachęcany przez angielskich baronów, ofiarowujących młodemu Ludwikowi koronę. Filip oficjalnie nie popierał tego planu, nie chcąc działać wbrew papieżowi, który wciąż popierał swego angielskiego lennika. Inwazja Ludwika zbiegła się jednak ze śmiercią Jana bez Ziemi (1216), co spowodowało odwrócenie się angielskich możnych od francuskiego księcia, którzy większe korzyści dojrzeli w popieraniu młodocianego Henryka III. Ludwik pokonany w bitwie pod Lincoln (1217), układem w Lambeth zrezygnował ze swych roszczeń i powrócił do Francji.
Następny akt rywalizacji angielsko-francuskiej nastąpił już po śmierci Filipa Augusta (1223), gdy po zakończeniu rozejmu z Anglią (1224) Ludwik VIII Lew zdecydował się dokończyć podboju francuskich posiadłości Plantagenetów. Wspólnie z hrabią La Marche i Angoulême Hugonem X podbił całe Poitou, jednak próba zajęcia Akwitanii i Gaskonii zakończyła się niepowodzeniem.

#### Krucjaty antykatarskie(1208–1229)

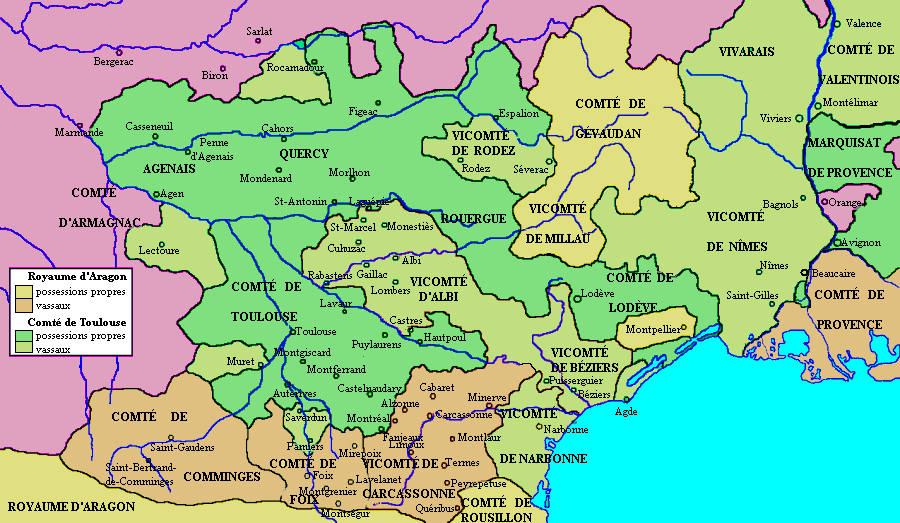
Langwedocja przed wyprawami antykatarskimi w 1209 roku

Równolegle do walk z Plantagenetami toczyła się wojna krzyżowa w hrabstwie Tuluzy. W kraju tym od XII wieku rozprzestrzeniała się manichejska herezja katarów, po cichu wspierana przez tuluzyjskich hrabiów. Teren ten był od czasów soboru laterańskiego trzeciego obiektem wzmożonej propagandy misyjnej papiestwa, która jednakże nie przynosiła spodziewanych skutków. Zabójstwo legata papieskiego Piotra z Castelanu doprowadziło do ogłoszenia przez papieża krucjaty skierowanej przeciw hrabiemu Rajmundowi VI. Filip nie udzielił poparcia temu przedsięwzięciu, gdyż uważał je za nieuzasadnione, poza tym nie miał zamiaru walczyć pod papieskim sztandarem przeciw własnemu wasalowi. Na czele krucjaty, składającej się głównie z północnego rycerstwa, stanął wobec tego Szymon z Montfort. Armia krzyżowców robiła szybkie postępy, a po pokonaniu w bitwie pod Muret Rajmunda i wspierającego go króla Aragonii Piotra II, można było uznać wyprawę za zwycięską. Sobór laterański 1215 roku ogłosił Szymona nowym hrabią Tuluzy, pozbawiając Rajmunda jego posiadłości. Jedynie jego syn uzyskał skrawek prawnie należącego mu się dziedzictwa. Filip August, niechętnie, przyjął hołd lenny od Szymona.
Jednak obaj Rajmundowie, ojciec i syn, nie zamierzali rezygnować ze swych praw, wspomagały ich w tym miasta, które masowo otwierały przed nimi swe bramy. W czasie odbijania Tuluzy zginął Szymon z Montfort (1218), pozostawiając nieletniego syna Amalryka. Na czele nowej wyprawy (1219), mającej odwrócić na korzyść papistów stan rzeczy w Langwedocji, stanął książę Ludwik (oficjalnie w imieniu własnym, nie króla), jednak nie odniósł on wielkich sukcesów. Do 1224 roku Rajmund VII z Tuluzy (jego ojciec zmarł w 1222 roku) kontrolował już całą Langwedocję.
Jednak Ludwik, gdy zasiadł na tronie, był zdecydowany na podbój Langwedocji. Papież Honoriusz III ofiarował królowi wysokie podatki na organizację wyprawy i ekskomunikował Rajmunda VII (1225), a Amalryk z Montfort scedował na króla swe prawa do hrabstwa (1226). Wyprawa roku 1226 odniosła pełny sukces, jednak śmierć króla nie pozwoliła go w pełni wykorzystać. Wojnę w Langwedocji zakończyły dopiero układy paryskie (Traktat paryski – 1229). Zgodnie z ich literą do korony zostały włączone tereny Carcassonne i Beaucaire (tzw. Dolna Langwedocja); hrabstwa Rouergue, Agenais i Quercy składałyby się na posag Joanny, jedynej córki i dziedziczki Rajmunda, wydanej za Alfonsa z Poitiers, młodszego syna Ludwika VIII, hrabiego Poitou i Owernii. Markizat Prowansji dostał się w posiadanie Stolicy Apostolskiej, jako odszkodowanie za koszty poniesione w organizacji krucjaty. Reszta (okręgi Tuluzy i Albi, wschodnia część dawnego hrabstwa) zostały przy Rajmundzie, a w momencie jego śmierci (1249), przypadły Alfonsowi i Joannie.

### Wielki Wiek Francji Kapetyngów (1226-1328)

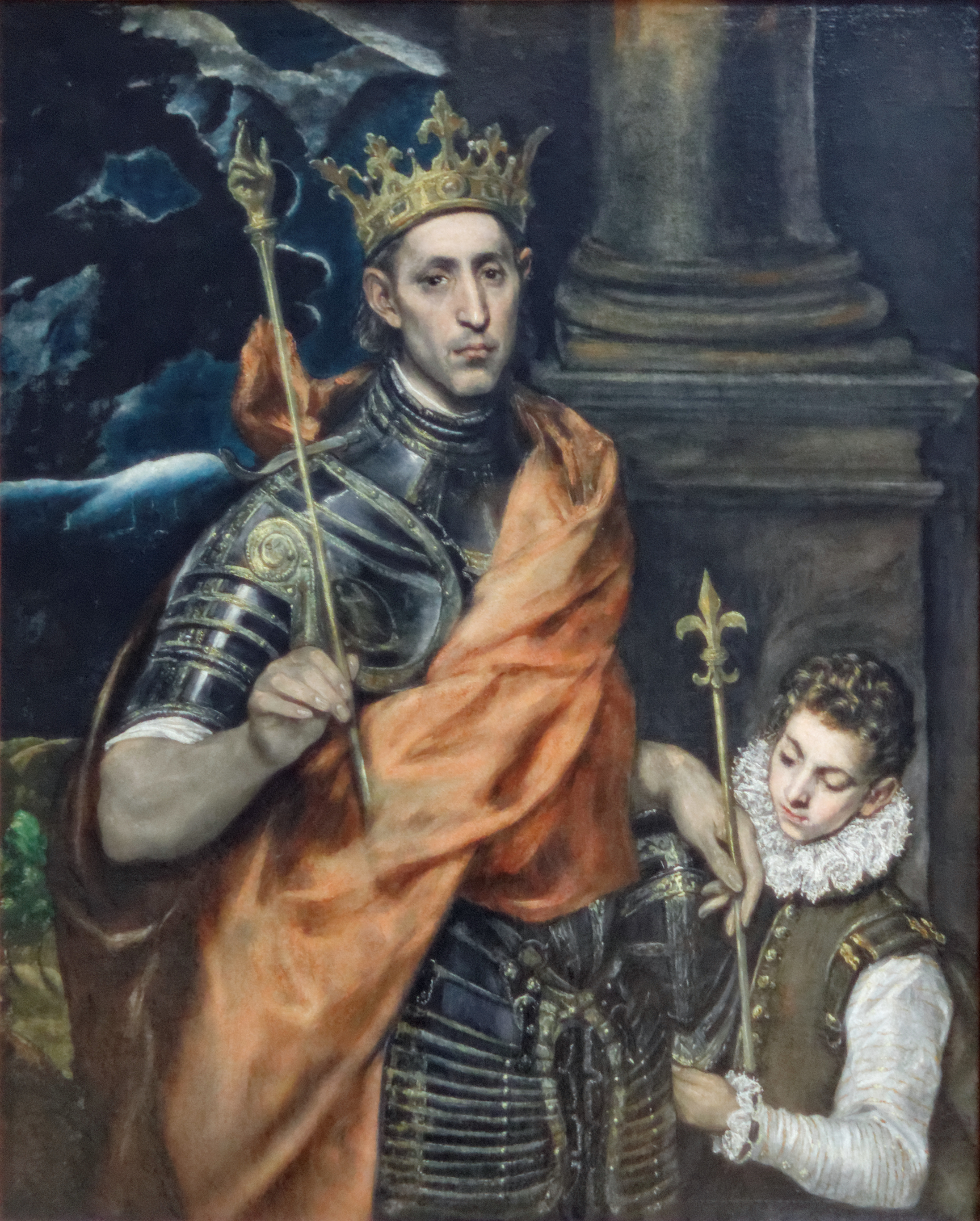
Ludwik IX Święty w wyobrażeniu El Greco

#### Pierwsze lata panowaniaLudwika IX(1226–1244)
Początek panowania następcy Ludwika VIII, Ludwika IX (1226), był jednocześnie sprawdzianem trwałości monarchii Kapetyngów, a także okresem niepokojów wywołanych jej nagłym wzrostem w ostatnich dwóch dekadach.
W imieniu dwunastoletniego Ludwika regencję objęła jego matka Blanka Kastylijska. Jej stanowisko niemal od początku było podważane przez książąt pochodzących z bocznych linii dynastii, którzy nie chcieli zgodzić się na regencję Kastylijki, widząc raczej siebie w roli opiekunów młodego króla. Byli to wuj Ludwika Filip Hurepel, hrabia Boulogne oraz Piotr I Mauclerc, hrabia Bretanii, prawnuk Ludwika VI z linii Roberta de Dreux. Do grupy przeciwników Blanki należeli także Hugues X de Lusignan oraz Henryk III Plantagenet i niechętni Kapetyngom rycerze z Poitou. Wspierał ją natomiast Tybald IV hrabia Szampanii, początkowo przeciwny królowej, potem jej najwierniejszy sojusznik (prawdopodobnie platonicznie zakochany w Blance) oraz Ferrand z Portugalii, hrabia Flandrii. Silnego wsparcia udzielali jej także feudałowie Ile-de-France, którzy od czasów Ludwika VI stanowili pewną podporę monarchii.
Układ zawarty w Vendôme (1227), po krótkiej i szczęśliwej dla Blanki kampanii, nie uśmierzył ambicji buntowników. Otoczonego przez Piotra Ludwika IX musiała ratować milicja Paryża. Blanka wraz Tybaldem i Ludwikiem zebrali armię i wyruszyli na ziemie Piotra Mauclerca, którego oblegli i pokonali w zamku Bellême (1229). Jednakże przybycie króla angielskiego z armią odmieniło oblicze konfliktu (maj 1230), wzmocniło Piotra Mauclerca, który złożył hołd Henrykowi ze swoich ziem. Wmieszanie się króla w Anglii w wewnętrzny, francuski konflikt zwiększyło także szeregi armii królewskiej, znalazł się wśród nich m.in. Filip Hurepel i Hugues X de Lusignan. Henryk III nie spodziewał się takiego obrotu rzeczy, postanowił nie ryzykować walnej bitwy, przemaszerował do swojej domeny w Gaskonii i odpłynął do Anglii (październik 1230). W 1231 roku obaj królowie zawarli trzyletni rozejm, Piotr Mauclerc został zmuszony na ten czas opuścić Francję, choć jego lenno nie zostało ostatecznie zarekwirowane.
Tymczasem Ludwik IX dorastał, w roku 1234 został uznany za pełnoletniego, jednak wpływ matki na jego rządu utrzymywał się właściwie do jej śmierci (1254). Po uzyskaniu pełnoletności król ożenił się z Małgorzatą, córką Rajmunda Berengara V, hrabiego Prowansji. Blanka nigdy nie polubiła żony swojego syna.
W 1233 roku rozgorzała wojna o sukcesję w Szampanii między Tybaldem IV, który niedawno odziedziczył królestwo Nawarry po wuju, a jego siostrą stryjeczną Alicją, królową regentką Cypru. Królowi udało się uśmierzyć konflikt, zasądzając odszkodowanie należne Alicji (1234). Jednakże Tybald nie był w stanie spłacić okupu, więc w zamian za pokrycie odszkodowania przez Ludwika zrzekł się na jego rzecz Blois i całej zachodniej części swej ojcowizny, zachowując jednak Szampanię. Tenże rok był także świadkiem śmierci Filipa Hurepela, Roberta z Dreux i Ferranda z Portugalii, co znacznie przerzedziło grono ewentualnych przeciwników królewskiej władzy. Po powrocie do Francji i prewencyjnym najeździe króla na Bretanię, Piotr Mauclerc podporządkował się królowi (1234). Interwencja króla Anglii, na jego rzecz, również nie przyniosła skutku i w 1235 roku przedłużono rozejm. W 1237 dorósł syn Piotra Jan I Rudy, któremu zgodnie z wcześniejszymi układami, należała się teraz władza w Bretanii. W dwa lata później zniechęcony Piotr wyruszył, m.in. wraz z Tybaldem IV, a także władcami Mâcon, Burgundii, Bar, Nevers i Foix na krucjatę do Ziemi Świętej.
W 1237 roku odbyły się śluby królewskich braci, Robert, hrabia Artois, poślubił Mahaut z Brabancji, a Alfons z Poitiers, zgodnie z wcześniejszymi ustaleniami, Joannę z Tuluzy, córkę hrabiego Tuluzy, Rajmunda VII. W związku z brakiem męskiego potomstwa Rajmunda, przed Alfonsem otwierała się perspektywa sukcesji w Langwedocji. Jednak Rajmund nie zamierzał się pogodzić z tym faktem, ani z pozycją jaką posiadał po wojnach albigeńskich. W 1234 papież Grzegorz IX nadał mu w lenno markizat Prowansji, czym uczynił go swoim wasalem. W 1240 roku wybuchła wojna między nim a władcą Prowansji. W tymże roku najazdu na królewskie ziemie w Langwedocji (Carcassonne) dokonał Rajmund Trencavel, wywłaszczony z nich po okresie krucjat. Jednakże interwencja armii królewskiej położyła kres poczynaniom obu rycerzy, co wydatnie przyczyniło się do uspokojenia kraju i ugruntowania w nim władzy królewskiej.
W 1241 do pełnoletności doszedł Alfons z Poitiers i mógł w końcu objąć władzę w przyrzeczonym mu przez ojca Poitou. Jednak zawsze niechętny władzy Kapetyngów Hugo z Lusignan, hrabia La Marche, wypowiedział posłuszeństwo swojemu nowemu suzerenowi. Poparli go w oporze Rajmund z Tuluzy, Henryk III, cesarz Fryderyk II Hohenstauf oraz władcy Aragonii i Kastylii. Duża armia pod wodzą Ludwika XI ruszyła do księstwa Alfonsa (1242), zdobywając po drodze zamki Lusignana, król rozbił także dwukrotnie wojska interweniującego króla Anglii, pod Taillebourgiem i Saintes. Hugo nie miał w tej sytuacji innego wyboru, jak tylko złożyć hołd Alfonsowi. Wkrótce król rozprawił się także z Rajmundem VII (1243), jednak warunki na jakich przyjął jego kapitulację nie były zbyt wygórowane, pozostawały zasadniczo zbieżne z ustaleniami z roku 1229. W tym roku Ludwik uregulował także stosunki z Henrykiem III, obaj władcy zgodzili się na przedłużenie rozejmu o pięć lat.

#### PierwszakrucjataLudwika IX Świętego(1244–1254)
Rok 1244 okazał się przełomowym w panowaniu Ludwika IX, ciężka choroba i wieści o upadku Jerozolimy, skłoniły króla do złożenia przysięgi udania się na krucjatę, co uczyniło następny okres władzy Ludwika IX zasadniczo odmiennym od poprzedniego.
Rok wcześniej rozgorzał na nowo konflikt między cesarzem a papieżem. Nowo wybrany Innocenty IV dążył do narzucenia supremacji władzy duchownej nad świecką, za co został wygnany (1243) z Rzymu. Prośbę papieża o azyl Ludwik oddał do decyzji baronów, z natury antykościelnych, co było sprytnym wybiegiem Ludwika, który nie chciał drażnić, ani papieża, ani cesarza. Wobec tego papież udał się do Lyonu, miasta leżącego na granicy Francji, gdzie zwołał sobór powszechny 1245. Została na nim uchwalona decyzja o organizacji krucjaty, a także o ekskomunice Fryderyka II i konfiskacie jego ziem.
W 1246 roku Ludwik zaaranżował małżeństwo między Karolem, swoim najmłodszym bratem, a Beatrycze z Prowansji, siostrą swej żony i córką, zmarłego niedługo przedtem, księcia Prowansji Rajmunda Berengara V. Ludwik uczynił to by uniemożliwić, planowany wcześniej, związek między Beatrycze a księciem Tuluzy, co uczyniłoby tego ostatniego panem dużego kompleksu ziem na południu Francji. Tymczasem to Karol odziedziczył wraz z ręką Beatrycze ziemie swego teścia: Prowansję i Forcalquier. W tym samym roku dołączył do nich, nadany mu przez Ludwika, apanaż w Andegawenii i Maine, opróżniony wcześniej przez zmarłego w 1232 roku brata Jana.
Rok 1246 przyniósł zawiązanie kolejnej antykościelnej ligi francuskiego możnowładztwa, tym razem było to raczej działanie oddolne (choć nie można wykluczyć wpływu cesarza), nie inspirowane przez Ludwika. Król jednak poparł cześć postulatów ligowców (1247). Innocenty uległ podwójnemu naciskowi i nadał liczne przywileje Kościołowi francuskiemu (między innymi: wykluczenie obcokrajowców z udziału w beneficjach, uzależnienie tychże od woli królewskiej, z możliwością uzasadnionego korzystania z ich zasobów).

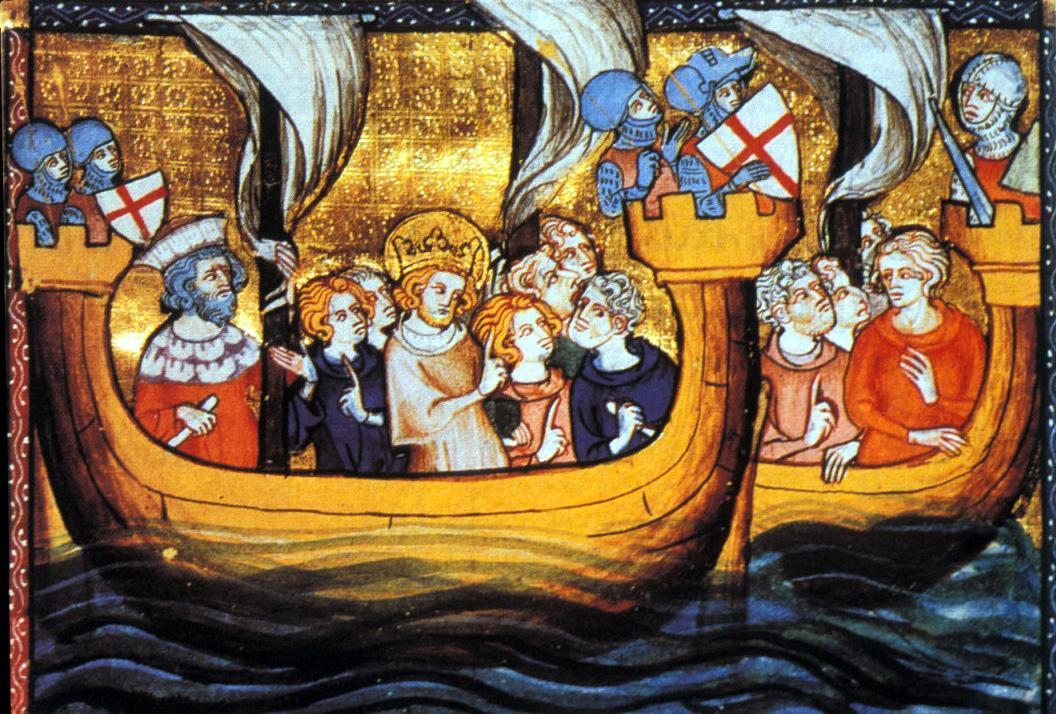
Ludwik święty w na wyprawie krzyżowej

W 1248 roku Ludwik w końcu wyruszył na wyprawę krzyżową. Krucjata Ludwika uchodzi za jedną z najlepiej zorganizowanych, ogromne koszty (1 milion liwrów tureńskich), pokryło w dwóch trzecich duchowieństwo. Ludwik zabezpieczył królestwo na czas swojej nieobecności, odnowił rozejm z Anglią i wyznaczył na regentów Blankę Kastylijską oraz, po jego rychłym powrocie z krucjaty, Alfonsa z Poitiers. Armia zgromadzona w Aigues-Mortes, w sierpniu wypłynęła z portu.
Po spędzeniu zimy w Limassol na Cyprze, armia krzyżowców wyruszyła do Egiptu (1249), którego zdobycie miało ułatwić późniejsze akcje w Ziemi Świętej. Pierwszym celem krzyżowców stała się Damietta, którą bez większych problemów zdobyto. Po pierwszym sukcesie w obozie łacinników nastąpił rozłam w kwestii dalszego kierunku wyprawy, ostatecznie przeważyło zdanie Roberta z Artois, by uderzyć na Kair, zamiast na Aleksandrię. Osłabionym śmiercią sułtana muzułmanom udało się przeszkodzić krzyżowcom w przekroczeniu Nilu, stracili jednak Al-Mansura (1250), w walce oto miasto zginął jednak brat króla Robert. Odcięci wkrótce w Al-Mansurze od zaopatrzenia znaleźli się, wraz z ciężko chorym królem, w niewoli. Królowa Małgorzata z trudem kierowała obroną Damietty, zadłużając się u Genueńczyków i Pizańczyków, w czasie obrony twierdzy powiła syna Jana Tristana. Przebywający w niewoli Ludwik zawarł dziesięcioletni rozejm z Egipcjanami, za cenę miliona bizantów okupu. Choć krucjata była przegrana, król nie wrócił od razu Francji, lecz udał się do Królestwa Jerozolimskiego, gdzie porządkował tamtejsze sprawy i odnawiał fortyfikację (Cezareę, Jaffę, Akkę i Sydon). Powrócił do kraju, dopiero gdy dotarły do niego wieści o śmierci matki (1254).

#### Lata międzypierwsząadrugąkrucjatąLudwika Świętego(1254–1270)
Okres pobytu Ludwika w Outremer nie był wolny od niepokojów we Francji. Na Wielkanoc 1250 roku wybuchło powstanie ludowe w Pikardii tzw. pastuszków (fr. pastoureaux). Przywódcą ruchu został wędrowny kaznodzieja, zwany Mistrzem z Węgier, który głosił potrzebę wyruszenia do Ziemi Świętej, by uwolnić Ludwika z rąk niewiernych. Szybko jednak ruch porzucił swe pierwotne ideały i zwrócił się przeciw duchowieństwu, atakując jego dobra i klasztory. Blanka, początkowa przyjazna pastuszkom, nakazał w końcu objąć członków ruchu ekskomuniką, po czym podjęła zbrojne wysiłki stłumienia ruchu. Królowa wkrótce, po przegranym sporze z kapitułą katedralną paryskiej Notre-Dame, w sprawie podatku nałożonego na Paryżan, zachorowała i usunęła się w cień (1252). Jej rolę zarządców królestwa przejęli Alfons i Karol.
Ludwik po swym powrocie dążył do uporządkowania stosunków z sąsiadami. W l. 1254–1259 trwały negocjacje z królem Anglii Henrykiem III, zakończone podpisaniem traktatu w Paryżu (1259), regulującego status ziem angielskich we Francji. Zgodnie z jego ustaleniami Henryk III zostawał wasalem króla Francji z Gujenny, ponadto otrzymywał hrabstwa Périgord i Limousion, a po śmierci Alfonsa z Poitiers hrabstwo Saintonge, natomiast po śmierci żony Alfonsa Joanny Agenais i Quercy. W zamian za to Henryk III zrzekał się wszelkich roszczeń do ziem odebranych Plantagenetom przez królów Francji. Rok wcześniej układem w Corbeil (1258) Ludwik uregulował status ziem Roussilon i Katalonii, które choć formalnie były częścią Francji, to już od czasów Hugo Kapeta zerwały wszystkie kontakty z metropolią i faktycznie stały się częścią Aragonii. W zamian za formalne zatwierdzenie przynależności tych ziem o Aragonii, król tego kraju, Jakub I, rezygnował ze wszelkich roszczeń do Langwedocji. Układ potwierdził ślub (1263) między Izabelą, córką Jakuba, a synem Ludwika Filipem.
Od czasu wyprawy krzyżowej prestiż Ludwika rósł, już za życia uważany był on za niemal świętego, do czego przyczynił się ascetyczny tryb życia króla i jego nienaganna moralność. W 1263 roku został poproszony przez Henryka III i angielskich możnowładców o rozstrzygnięcie sporu, sprawa dotyczyła tzw. Prowizji oksfordzkich, które narzucały królowi angielskiemu radę kontrolną, złożoną z 24 baronów. Ludwik całkowicie opowiedział się po stronie Henryka (1264), uważając, że poddani nie mają prawa kontrolować swego króla, chyba że ten łamałby ich prawa i przywileje. Jednak arbitraż Ludwika nie zapobiegł wojnie między Henrykiem a jego poddanymi, wygranej, nie bez trudności, przez Henryka, po walnej bitwie pod Evesham (1259), w której zginął przywódca buntowników Szymon z Montfort Młodszy. Ludwik interweniował we wewnętrzne spory angielskie raz jeszcze, tym razem broniąc rebeliantów, przed zbytnią mściwością Henryka.
W 1263 roku Karol Andegaweński przyjął propozycję Urbana IV, dotyczącą objęcia włazy w Królestwie Sycylii. Papież już od dłuższego czasu szukał kandydata do korony sycylijskiej, który uniemożliwiłby opanowania jej przez Hohenstaufów. Sam Karol otrzymał taką propozycję już w 1252 roku, odrzucił ją jednak z powodu braku przychylności dla sprawy Ludwika. Tym razem Ludwika nie żywił żadnych obiekcji i Karol wyruszył 1265 do Włoch. 26 lutego 1266 roku rozgromił armię swego konkurenta Manfreda w bitwie pod Benewentem. Natomiast w dwa lata później pokonał w bitwie pod Tagliacozzo armię innego Hohenstaufa Konradyna, którego po batalii kazał zabić. Karol był bardzo ambitnym władcą, dążył do opanowania państewek łacińskich w Grecji, a nawet samego Konstantynopola, jego celem było stworzenie potężnego śródziemnomorskiego imperium.
Tymczasem Ludwik postanowił ponownie udać się na krucjatę (1267), z zamiaru tym nosił się w zasadzie od swojego powrotu ze Wschodu (1254). Na czas swojej nieobecności mianował regentów: Mathieu de Vendôme, opata Saint-Denis i rycerza Simon de Nesle. Król już w momencie wyruszenia wyprawy był bardzo słaby, między innymi to było powodem tego, że krucjata wypłynęła dopiero w 1270 roku. Celem tej krucjaty nie była jednak Ziemia Święta, statki skierowały się do Tunisu. Powody tego kontrowersyjnego wyboru, były co najmniej dwa: wpływ Karola Andegaweńskiego, który w opanowaniu Tunezji widział swój własny interes, a także pogłoski o chęci przyjęcia chrześcijaństwa przez władcę Tunisu.
Wyprawa okazało się zupełną porażką, po kilku nieznacznych zwycięstwach, wojsko ugrzęzło w obozach trapione przez skwar i choroby. Zaraza nie ominęła również Ludwika, który zginął w męczarniach (1270). Karol Andegaweński i Edward, następca tronu Anglii, przybyli do Tunezji już po śmierci króla. Karol zdecydował się ogłosić koniec wyprawy, podpisał pokój z emirem i odtrąbił odwrót, Edward natomiast postanowił kontynuować wyprawę i wraz z częścią armii udał się do Ziemi Świętej. W czasie odwrotu przez Włochy, umarł Alfons z Poitiers i jego żona Joanna, a także żona nowego króla Francji Filipa III, Izabela. Król Ludwik Święty został pochowany w Saint-Denis w roku 1271.